# Illuminati: New World Order
Illuminati: New World Order (INWO en abrégé) est un jeu de cartes à collectionner. Conçu par Steve Jackson et édité par Steve Jackson Games à partir de 1995, il est basé sur son jeu de plateau antérieur, Illuminati.
Comme le jeu de plateau qui l'inspire, INWO parodie les théories du complot et met en scène des sociétés secrètes en compétition pour le contrôle du monde.

## Description
Le mécanisme du jeu est globalement similaire à celui d'Illuminati : chaque joueur incarne un « Illuminati », une société secrète désireuse d'accéder au rang de maître du monde (et décalque de certaines grandes théories du complot, comme les OVNI, le triangle des Bermudes, Shangri-La ou les Illuminés de Bavière). À cette fin, il recherche le contrôle d'un certain nombre de groupes (tels les Boy Scouts, les Hommes en noir, la CIA, etc.) ou l'achèvement d'un but particulier, avant qu'un joueur adverse ne fasse de même.

## Éditions
La version d'origine d'INWO comprend 412 cartes. Ces cartes sont disponibles à l'achat sous forme de starter decks (paquets de démarrage contenant deux decks de 55 cartes, dont 4 cartes Illuminati) ou de booster decks (paquets de 15 cartes). Ces cartes sont catégorisées en cartes courantes, peu courantes ou rares. Une édition spéciale, nommée The Factory Set ou One With Everything, contient l'intégralité de ces cartes, ainsi que quelques cartes de collection distribuées uniquement dans certains magazines.
Une extension de 125 cartes intitulée Assassins a été éditée, elle aussi sous forme de decks à acheter et collectionner ; elle inclut 10 cartes ultra-rares. Une autre extension de 100 cartes, INWO SubGenius, a été éditée sous la forme d'une boîte complète distincte, et peut être jouée individuellement.

## Distinction
INWO a reçu le prix Origins du meilleur jeu de cartes en 1997.